# Андради, Антонью ди
Анто́нью ди Андра́ди (порт. António de Andrade, 1580, Олейруш — 19 марта 1634, Гоа) — португальский иезуит и путешественник. С 1600 года до своей смерти в 1634 году был миссионером в Индии. Предположительно, первый европеец, которому удалось пересечь Гималаи и достичь Тибета. Учредил первую католическую миссию в Тибете.

## Биография
В 1596 году поступил в орден иезуитов. В 1600 году отправился в Гоа, где продолжил своё обучение, а затем был рукоположён в священники. Был одним из иезуитов при дворе могольского императора Джахангира, а также главой иезуитской миссии в Агре. В 1624 году покинул Агру и направился в Дели, где с иезуитом Мануэлем Маркишем присоединился к группе паломников, направлявшихся на север Индии в храм Бадринатх (современный штат Уттаракханд). Затем они поднялись на перевал Мана (5608 метров) и перевалили Гималаи. Ди Андради и Маркиш стали первыми европейцами, про которых известно, что они побывали в Тибете.
В Тибете их принял правитель государства Гуге в столице страны, Цапаранге. Пробыв там менее месяца, ди Андради вернулся в Гоа, чтобы получить формальное направление для устройства иезуитской миссии в Тибете. Получив разрешение, захватив средства для устройства миссии и взяв с собой несколько иезуитов, ди Андради в 1625 году вернулся в Тибет. Заручившись поддержкой правителя Гуге и членов его семьи, иезуиты построили церковь и открыли миссию. В 1629 году ди Андради вернулся в Гоа, а миссия была закрыта к 1640 году вследствие вторжения Ладакха в Гуге, смерти благосклонного к миссионерам правителя и установления в Цапаранге нового правительства, контролируемого Ладакхом и враждебного к миссионерам, которые были высланы или отданы под суд, а тибетские христиане отправлены в Ладакх.
В Гоа ди Андради стал главой иезуитской миссии и умер там в марте 1634 года. Предполагается, что он был отравлен португальцем, чьё дело рассматривала инквизиция.
Ди Андради написал два подробных отчёта о Тибете, в 1624 и 1626 годах. Они были опубликованы на португальском языке в Лиссабоне и вскоре переведены на другие европейские языки, оказав огромное влияние на знания европейцев о Тибете и отношение к нему.